# Chiesa di Santa Maria della Sanità (Roma)
La chiesa di Santa Maria della Sanità era una chiesa di Roma che si trovava nell'attuale lato est della piazza del Viminale, nel rione Monti, quasi di fronte all'angolo tra la via del Viminale con la via Agostino Depretis. Era dedicata alla Madonna della Salute.

## Storia
La storia di questa chiesa è oscura, ma sembra che sia stata fondata poco dopo il 1584, quando una confraternita nota come Fatebenefratelli fondò un piccolo ospedale nelle vicinanze. Nel secolo seguente, il piccolo complesso fu ceduto ai monaci della chiesa cattolica siriaca, che aggiunsero alla chiesa la dedica a sant'Efrem di Siria. Per questo la chiesa è anche nota come Sant'Efrem, Santa Maria della Sanità e Sant'Efrem o Sant'Efrem e Santa Maria della Sanità. Nel 1748 il complesso passò ai francescani conventuali, ed è molto probabile che venne fatta ricostruire almeno la facciata, che era barocca. Tutto il complesso fu demolito entro il 1929 per permettere l'apertura della piazza del Viminale.

## Descrizione

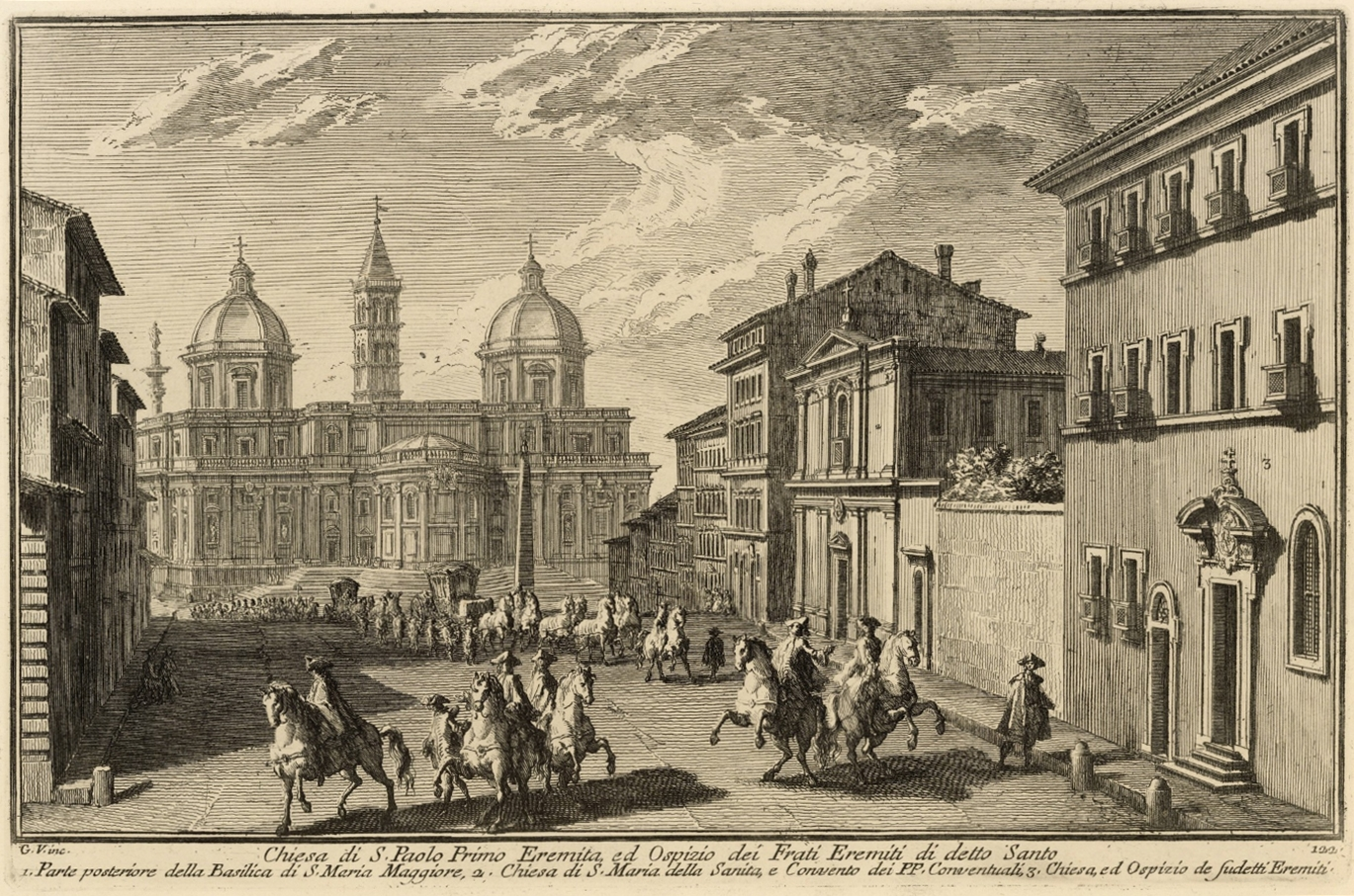
Un'incisione di Giuseppe Vasi del 1756 che raffigura la chiesa quasi al centro, a destra. Sullo sfondo si trova l'abside della basilica di Santa Maria Maggiore.

Questa chiesa viene definita una "chiesuola" nei documenti, ma in realtà era una chiesa di dimensioni più o meno normali. La pianta era rettangolare; quattro colonne dividevano la navata a croce greca e altre due paraste da ogni lato sostenevano la cupola, con un altare laterale tra ciascuna coppia. Tre absidi delle stesse dimensioni si trovavano all'estremità opposta della facciata, e questo era un elemento architettonico insolito nel cattolicesimo ma più usuale nel rito siriaco. Il convento aveva due piccole ali, una collegata al retro della chiesa e l'altra più avanti, parallela alla strada.
La facciata era a due piani, con il primo alto circa il doppio del secondo. Possedeva una base alta sopra la quale c'era il portale principale. Quattro paraste con delle basi doriche e senza capitelli, che sostenevano due sezioni distinte della trabeazione, decoravano la facciata. Sopra i pilastri c'erano dei plinti invertiti al posto dei capitelli. Tra la coppia interna dei pilastri, dove si divideva la trabeazione, venne inserita una grande finestra rettangolare con una cornice a rilievo costituita dagli elementi architettonici di due croci latine. In basso, il portale era decorato con delle volute su entrambi i lati dell'architrave, e sopra di esso c'erano un'iscrizione dedicatoria e un tondo ellittico verticale sostenuto da una montagna stilizzata in stucco. Il tondo posto sotto la finestra ospitava un affresco della Madonna. Tra le coppie di paraste di questo piano si aprivano due finestre quadrate con delle cornici barocche. Nel secondo piano si trovavano quattro paraste con delle trabeazioni dello stesso stile, ma senza basi. Le finestre laterali erano rettangolari. La finestra centrale era ricurva, aveva un balconcino di metallo e anche un archivolto che si inseriva nella trabeazione. Sopra la coppia interna di paraste si trovava un piccolo frontone triangolare con un timpano primo di decorazioni.
Questo piano sosteneva anche due parti di un frontone segmentato, posto di fronte alla coppia interna delle paraste a ogni lato del balconcino della finestra. Questa caratteristica dava una certa distinzione a una composizione che, senza di essa, sarebbe stata molto semplice.